# 2'-idrossiisoflavone reduttasi
La 2'-idrossiisoflavone reduttasi è un enzima appartenente alla classe delle ossidoreduttasi, che catalizza la seguente reazione:
vestitone + NADP+ ⇄ 2′-idrossiformononetina + NADPH + H+
Nella reazione inversa, un 2′-idrossiisoflavone è ridotto ad un isoflavanone; anche la 2′-idrossipseudobattigenina può essere substrato dell'enzima. Coinvolto nella biosintesi delle fitoalessine pterocarpina, medicarpina e maackiaina.